# هيفاء بنت عبد العزيز آل مقرن
الأميرة هيفاء بنت عبد العزيز بن محمد بن عبد العزيز بن عياف آل مقرن، هي المندوبة الدائمة للمملكة العربية السعودية لدى منظمة الأمم المتحدة للتربية والعلوم والثقافة (اليونسكو) وسفيرة خادم الحرمين الشريفين في إسبانيا منذ 2 يناير 2024م.

## التعليم
حصلت الأميرة هيفاء على درجة البكالوريوس في الاقتصاد من جامعة الملك سعود عام 2000، وعلى درجة ماجستير العلوم في الاقتصاد من مدرسة الدراسات الشرقية والإفريقية (SOAS) في لندن، المملكة المتحدة عام 2007.

## الحياة العملية
- شغلت سمو الأميرة هيفاء آل مقرن منصب الوكيل المساعد لشؤون التنمية المستدامة، والوكيل المساعد لشؤون مجموعة العشرين في وزارة الاقتصاد والتخطيط، المملكة العربية السعودية. وقد عملت سابقاً في برنامج الأمم المتحدة الإنمائي لمدة سبع سنوات غطت خلالها مجالات متعلقة بالتنمية الاجتماعية وحقوق الإنسان، وقبيل ذلك محاضرةً في جامعة الملك سعود في الرياض، المملكة العربية السعودية.[3]
- في 14 يناير 2020، تم تعينها مندوبة دائمة للمملكة العربية السعودية في منظمة الأمم المتحدة للتربية والعلوم والثقافة «اليونسكو».[4]
- في 2 يناير 2024م عُينت سفيرة للمملكة العربية السعودية لدى مملكة إسبانيا.[5]

## الأوسمة والتكريمات
- منحها الملك سلمان بن عبد العزيز آل سعود وسام الملك عبد العزيز من الدرجة الممتازة في 28 شعبان 1442 هـ الموافق 6 أبريل 2021.[6]